# Estación Quinta
Quinta fue una estación ferroviaria ubicada en la comuna chilena de Teno, Provincia de Curicó. Se encontraba en el kilómetro 157 de la red ferroviaria al sur. 

## Historia
En 1938 EFE hizo la contratación para la construcción de la bodega definitiva de la estación.
Contaba con un gran patio de rieles y de una subestación eléctrica; todo esto se dejó en desuso debido al traslado de la estación algunos kilómetros hacia el oriente debido a la modificación del trazado de la vía férrea, ya que los terrenos actuales de la estación y los circundantes fueron sumergidos por el embalse Convento Viejo, que Endesa construyó en la zona. Los vestigios de la estación son visibles cuando el nivel del agua en el embalse disminuye de forma considerable.

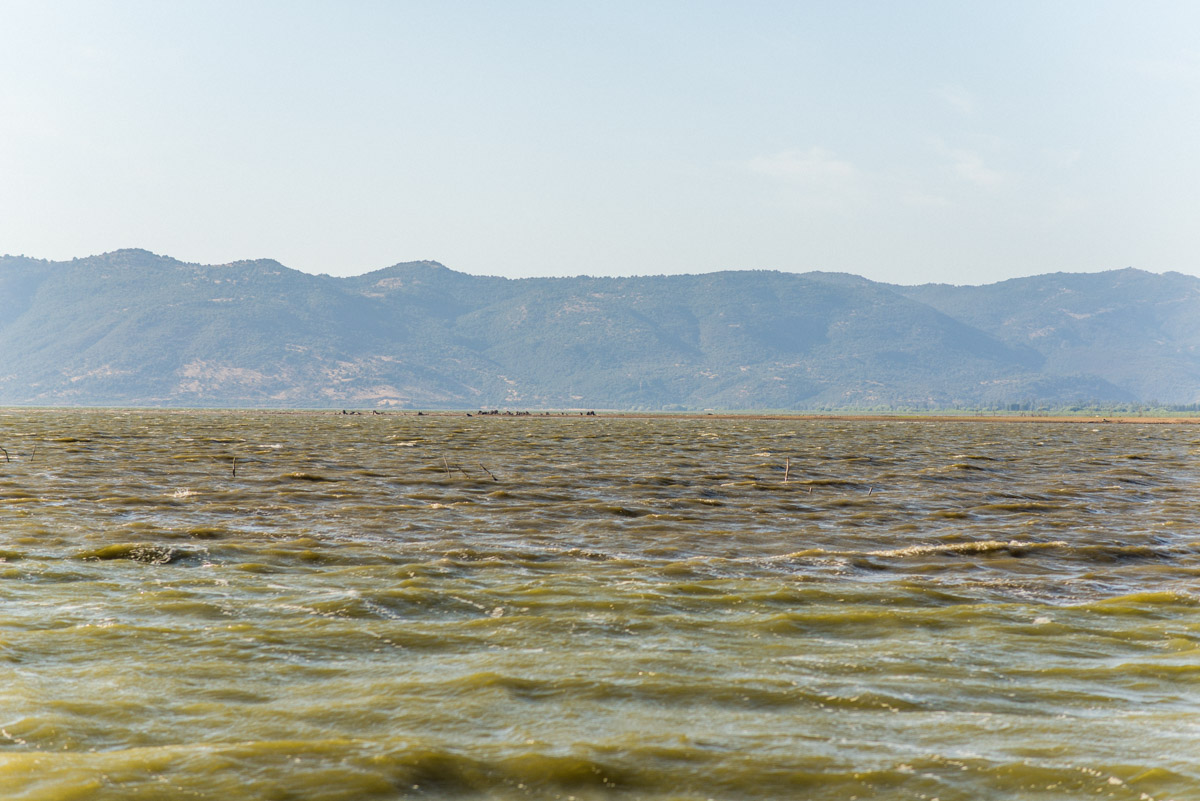
Embalse Convento Viejo, antigua ubicación de Estación Quinta. Chile.